# Википедија на индонежанском језику
Википедија на индонежанском језику (инд. Wikipedia bahasa Indonesia) је верзија Википедије на индонежанском језику, слободне енциклопедије, која данас има730.108 чланака и заузима на листи Википедија 25. место.